# Ральченко Володимир Іванович
Володи́мир Іва́нович Ра́льченко  (1 серпня 1949 , Полоцьк, Полоцька область і Полоцьк, Білоруська  РСР, СРСР ) — український радянський архітектор.

## Біографія
Народився 1 серпня 1949 року в місті  Полоцьку, тепер Вітебська область, Білорусь. Закінчив 1974 року Київський інженерно-будівельний інститут. 
Працював у Чернігівському філіалі інституту «Дніпроцивільбуд».
Брав участь у розробленні проєктів об'єктів:
- адміністративного будинку в Новгороді-Сіверському,
- в Чернігові — адміністративно-лабораторного корпусу «Облміжколгоспбуду»;
- проєкт реконструкції і благоустрою Алеї Героїв,
- проєкти 8-14-типоверхових житлових будинків із вбудовано-прибудованим універсамом, кафетерієм.

Творчо переробив архітектурно-планувальне рішення типового проєкту в ув'язці з архітектурним рішенням фасаду готелю «Градецький» у Чернігові — досягнуто єдності архітектурно-просторового рішення. Відзначений Шевченківською премією 1984 року разом з Штольком, Грачовою, Кабацьким, Слободою, Любенком — за готельний комплекс «Градецький» у Чернігові.

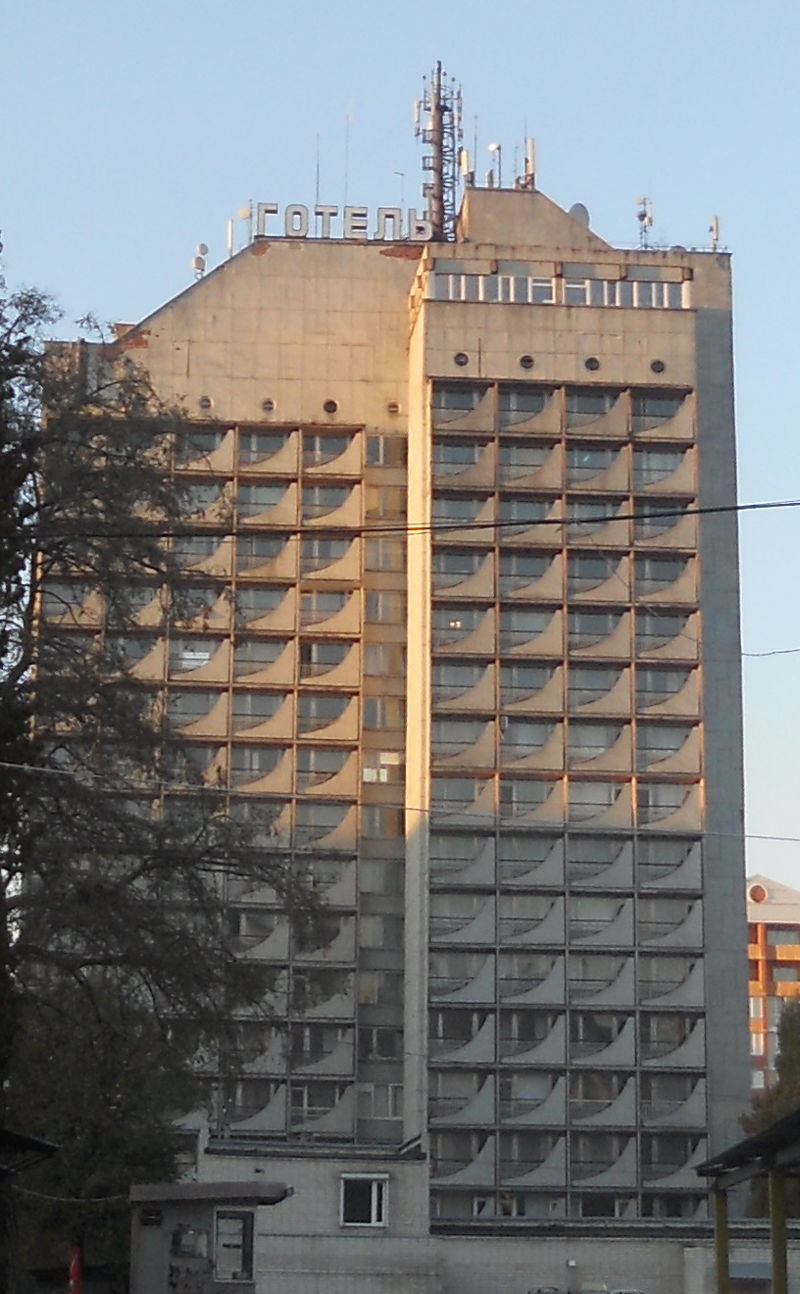
готель «Градецький»